# Зоосемиотика
Зоосемио́тика — научная дисциплина, описывающая биокоммуникацию животных (передачу информации от одной особи к другой) с позиции содержания их коммуникативных действий (см. также Семиотика).
Информативное содержание коммуникативных действий может относиться:
- к сферам опознания — опознание принадлежности особи к определённому виду, сообществу, полу, опознание индивида среди сородичей и пр.;
- к мотивации поведения — информация о физиологическом состоянии животного, например, о состоянии голода, полового возбуждения, эмоциональное состояние и пр.;
- к отношениям со средой — оповещение об опасности, нахождении корма, места для отдыха и пр.

По происхождению и механизму действия формы общения различаются каналами передачи информации (оптические, акустические, химические, тактильные и др.)
Социальные животные (дельфины, приматы, собаки, пчёлы, муравьи) имеют особо сложные формы общения, что выражается в согласованных совместных действиях для эффективного функционирования своего сообщества как единого целого.

## Отличие от человеческого общения
Коммуникация животных существенно отличается от человеческого общения. Это генетически фиксированная, врождённая система сигналов, и она складывается из определённого числа видотипичных сигналов, посылаемых «животным-экспедиентом» и адекватно воспринимаемых «животным-перцепиентом» в зависимости от конкретной ситуации.
Важнейшее отличие языка животных от языка человека — отсутствие семантической функции: его элементы не обозначают внешние предметы сами по себе, их абстрактные свойства и отношения, — они всегда связаны с конкретной ситуацией и служат конкретным целям.
Однако в свете новейших научных данных, прежде всего когнитивной этологии, есть основания принимать эти взгляды на язык животных (как на генетически фиксированную систему сигналов) с известной долей настороженности.
Стоит вспомнить о домашних животных — собаках и кошках, как они учатся понимать язык людей, пусть в небольшой его части, — но зато в её рамках умеют понять смысл довольно сложных языковых выражений, даже слыша их впервые. И как в общении с людьми они вырабатывают своеобразные языковые сигналы, мало похожие на «естественные» для них. Конечно, здесь можно говорить лишь о частичном и скорее пассивном усвоении языка — но всё же более сложного уровня общения в сравнении с «природным языком животных».
Наиболее существенных результатов в освоении языка на «человеческом» уровне достигают специально обученные приматы, которые осознанно общаются с человеком посредством различных языковых систем, используя также компьютеры.